# Benjamin Willem ter Kuile
Benjamin Willem ter Kuile (Enschede, 8 januari 1853 ― huis 't Welna, Lonneker, 29 december 1926) was een Enschedees textielfabrikant en bestuurder.

## Biografie

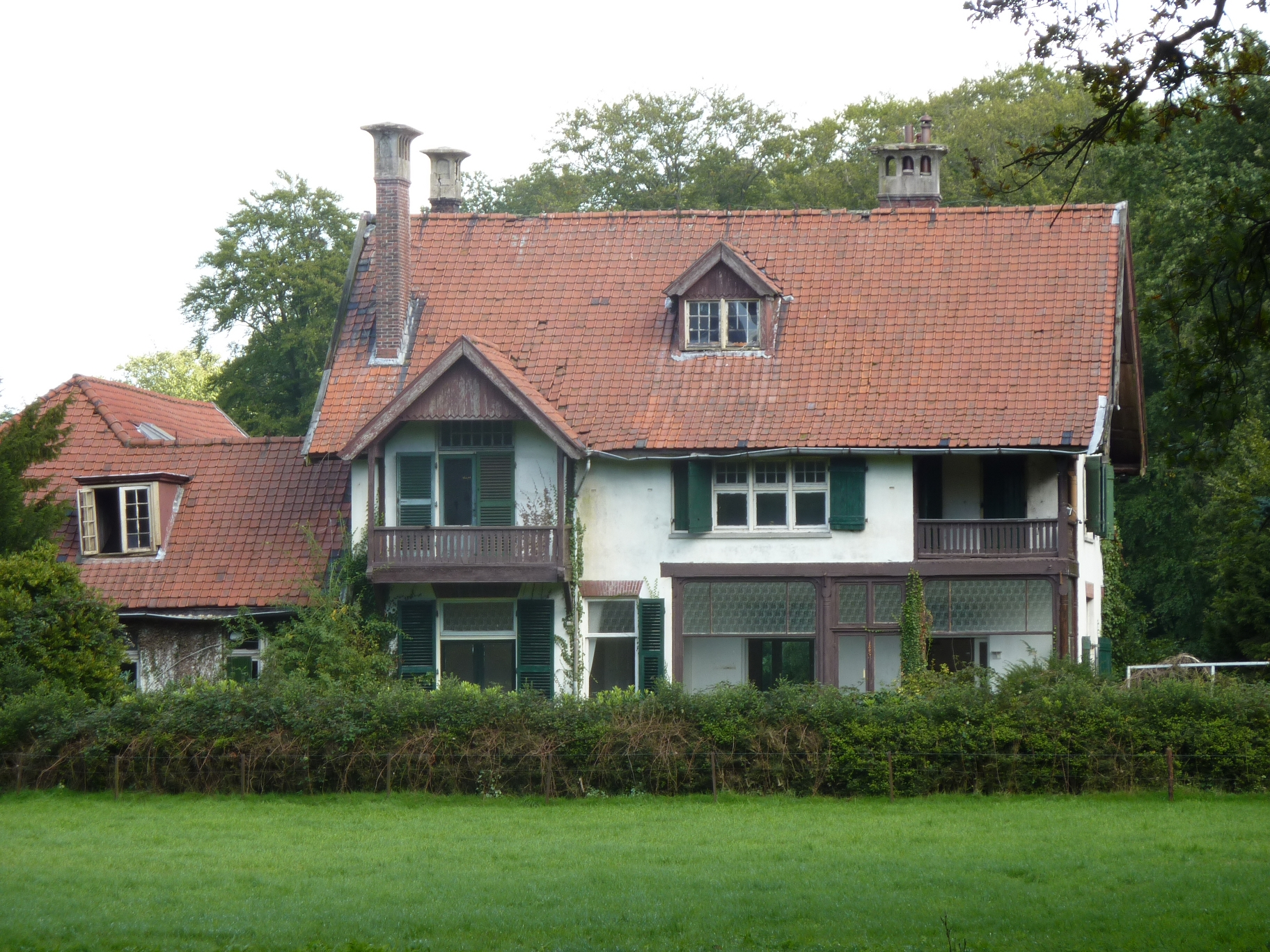
Huis Welna te Lonneker (2010)

Ter Kuile was een zoon van wijnkoper te Enschede Jan ter Kuile (1805-1865) en Hermina Cornelia Blijdenstein (1816-1898), telg uit het eveneens Enschedese textielfabrikantengeslacht. Hij richtte met zijn tweelingbroer Hendrik ter Kuile (1853-1935) in 1919 een textielfabriek in Enschede op. De firma kreeg de naam B.W. & H. ter Kuile en fabriceerde katoenen garens. In 1921 werd de firma omgedoopt tot de NV Spinnerij Tubantia. Naast Tubantia waren Benjamin Willem en Hendrik sinds 1882 directeur van de Enschedesche Katoenspinnerij (EKS) en richtten ze ook Baumwollspinnerei Eilermark in Gronau op. Benjamin Willem had naast de fabriek veel nevenfuncties en was lid van Provinciale Staten van Overijssel (1916-1923) en lid (1886-) en voorzitter (1918-1925) van de Overijsselsche Landbouwmaatschappij. Hij was onder meer lid van het hoofdbestuur van de International Federation of Master Cotton Spinners and Manufacturers Associations. Hij werd in 1913 benoemd als Ridder in de Orde van de Nederlandsche Leeuw.
Ter Kuile bewoonde het landgoed Welna in Lonneker dat zijn vader in 1853 had gekocht; hij liet er in 1905 een nieuwe villa bouwen. Hij trouwde met Christina Willink (1860-1937) met wie hij drie zoons en twee dochters kreeg (van wie de drie eerste kinderen al vroeg overleden), van wie een zoon ook in de door zijn vader mede-opgerichte firma als vennoot en mededirecteur optrad.